# Direction générale des Collectivités locales
La direction générale des collectivités locales (DGCL) est une administration centrale française créée en 1960, longtemps rattachée au ministère de l'Intérieur, chargée des collectivités locales, d'abord exclusivement jusqu'en 2012 puis de manière partagée avec d'autres ministères (Cohésion des territoires notamment), avant un rattachement plus clair au sein du gouvernement de Michel Barnier de cette direction générale au ministère du Partenariat avec les territoires et de la Décentralisation dirigé par Catherine Vautrin.
Cette évolution de l'autorité ministérielle de rattachement s'inscrit après le renforcement du pilotage de cette direction générale par le ministère de la Cohésion des territoires en octobre 2018, la DGCL dispose d’un large spectre de compétences (attributions des concours financiers de l’État, personnels territoriaux et élus…), mais le ministre de l’Intérieur conserve dans son giron l’organisation des élections, la tutelle des préfets et le contrôle de la légalité sur les actes des collectivités locales. Le ministre de l'Intérieur dispose également au tant que de besoin de la DGCL pour l'exercice de ses attributions relatives à la sécurité intérieure et à la sécurité civile aux fins de coopérations de sécurité avec les collectivités, aux libertés publiques et à l'administration territoriale de l'Etat.
| Identité               | Période           | Période           |
| Identité               | Début             | Fin               |
| ---------------------- | ----------------- | ----------------- |
| Georges Lahillonne (d) | février 1960      | avril 1960        |
| Jean-Émile Reymond     | avril 1960        | août 1963         |
| Gabriel Pallez         | août 1963         | février 1969      |
| Jean Brenas (d)        | février 1969      | janvier 1970      |
| Jacques Millot (d)     | 9 janvier 1970    | 31 décembre 1971  |
| Maurice Paraf (d)      | 15 février 1972   | 20 mars 1974      |
| Pierre Bolotte         | 17 décembre 1974  | avril 1977        |
| Marcel Blanc (d)       | avril 1977        | avril 1978        |
| Pierre Richard (d)     | avril 1978        | décembre 1982     |
| Éric Giuily            | décembre 1982     | mai 1986          |
| Patrick Bouquet (d)    | mai 1986          | 1989              |
| Pierre-René Lemas      | janvier 1989      | janvier 1992      |
| Henri Hugues (d)       | 20 février 1992   | 24 mars 1993      |
| Michel Thénault (d)    | 31 décembre 1992  | 1997              |
| Didier Lallement       | 17 décembre 1997  | 1er août 2000     |
| Dominique Bur,         | 2 octobre 2000    | 9 juillet 2004    |
| Dominique Schmitt      | 2 août 2004       | 20 juillet 2006   |
| Edward Jossa (d),      | 28 août 2006      | 17 septembre 2009 |
| Éric Jalon (d),        | 17 septembre 2009 | 30 juillet 2012   |
| Serge Morvan (d),      | 30 juillet 2012   | 25 août 2015      |
| Bruno Delsol (d),      | 25 août 2015      | 15 juillet 2019   |
| Stanislas Bourron (d), | 15 juillet 2019   | 4 décembre 2022   |
| Cécile Raquin (d)      | 19 décembre 2022  | En cours          |